# Geranium californicum
Geranium californicum là một loài thực vật có hoa trong họ Mỏ hạc. Loài này được G.N.Jones & F.F.Jones mô tả khoa học đầu tiên năm 1943.

## Hình ảnh

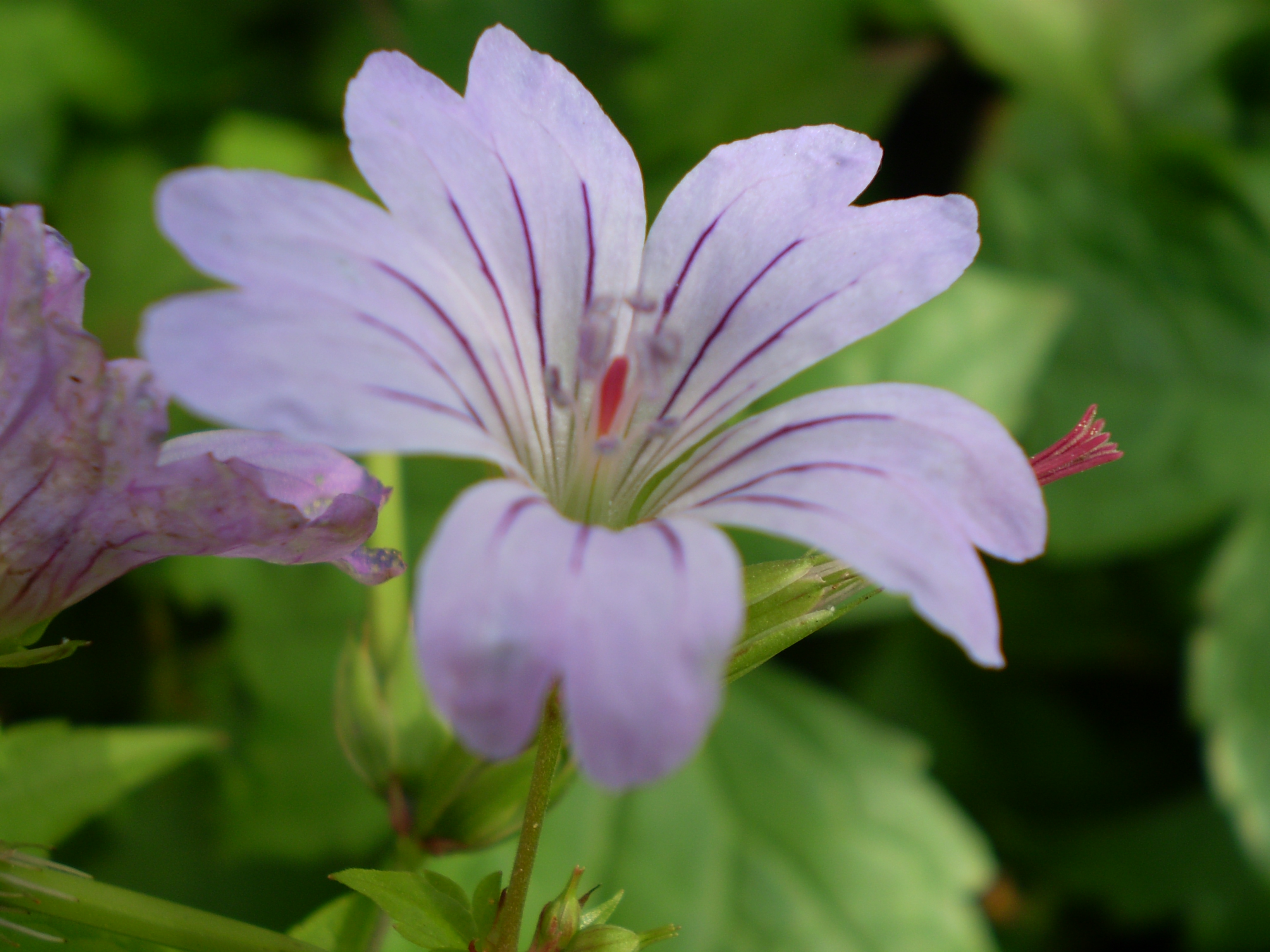